# Карнегі (Оклахома)
Карнегі (англ. Carnegie) — місто (англ. town) в США, в окрузі Каддо штату Оклахома. Населення — 1430 осіб (2020).

## Географія
Карнегі розташоване за координатами 35°6′9″ пн. ш. 98°35′58″ зх. д. / 35.10250° пн. ш. 98.59944° зх. д. (35.102385, -98.599496). За даними Бюро перепису населення США в 2010 році місто мало площу 3,55 км², уся площа — суходіл.

### Клімат
| Клімат : Карнегі        | Клімат : Карнегі | Клімат : Карнегі | Клімат : Карнегі | Клімат : Карнегі | Клімат : Карнегі | Клімат : Карнегі        | Клімат : Карнегі        | Клімат : Карнегі        | Клімат : Карнегі        | Клімат : Карнегі        | Клімат : Карнегі        | Клімат : Карнегі        | Клімат : Карнегі |
| Показник                | Січ.             | Лют.             | Бер.             | Квіт.            | Трав.            | Черв.                   | Лип.                    | Серп.                   | Вер.                    | Жовт.                   | Лист.                   | Груд.                   | Рік              |
| Абсолютний максимум, °C | −30              |                  |                  |                  |                  | {{{Jun record high C}}} | {{{Jul record high C}}} | {{{Aug record high C}}} | {{{Sep record high C}}} | {{{Oct record high C}}} | {{{Nov record high C}}} | {{{Dec record high C}}} |                  |
| Середній максимум, °C   | 9,8              | 12,7             | 18,2             | 23,8             | 27,9             | 32,5                    | 35,7                    | 34,9                    | 30,2                    | 24,6                    | 16,9                    | 11,2                    | 23,2             |
| Середній мінімум, °C    | −4,4             | −1,6             | 3,3              | 9,1              | 14,1             | 18,9                    | 21,4                    | 20,4                    | 16,3                    | 9,8                     | 3,2                     | −2,4                    | 9,0              |
| Норма опадів, мм        | 23               | 36               | 51               | 61               | 130              | 102                     | 51                      | 58                      | 102                     | 61                      | 41                      | 28                      | 742              |
| ----------------------- | ---------------- | ---------------- | ---------------- | ---------------- | ---------------- | ----------------------- | ----------------------- | ----------------------- | ----------------------- | ----------------------- | ----------------------- | ----------------------- | ---------------- |
| Джерело: weather.com    |                  |                  |                  |                  |                  |                         |                         |                         |                         |                         |                         |                         |                  |

## Демографія
Згідно з переписом 2010 року, у місті мешкали 1723 особи в 680 домогосподарствах у складі 433 родин. Густота населення становила 485 осіб/км². Було 856 помешкань (241/км²).
Расовий склад населення:
| - 61,0 % — білих - 25,1 % — корінних американців - 0,8 % — чорних або афроамериканців - 0,1 % — вихідців з тихоокеанських островів - 6,7 % — осіб інших рас |

До двох чи більше рас належало 6,4 %. Частка іспаномовних становила 14,7 % від усіх жителів.
За віковим діапазоном населення розподілялося таким чином: 26,3 % — особи молодші 18 років, 55,5 % — особи у віці 18—64 років, 18,2 % — особи у віці 65 років та старші. Медіана віку мешканця становила 38,6 року. На 100 осіб жіночої статі у місті припадало 89,3 чоловіків; на 100 жінок у віці від 18 років та старших — 88,6 чоловіків також старших 18 років.
Середній дохід на одне домашнє господарство становив 39 897 доларів США (медіана — 31 216), а середній дохід на одну сім'ю — 44 931 долар (медіана — 38 266). Медіана доходів становила 32 200 доларів для чоловіків та 23 063 долари для жінок. За межею бідності перебувало 24,2 % осіб, у тому числі 32,6 % дітей у віці до 18 років та 17,0 % осіб у віці 65 років та старших.
Цивільне працевлаштоване населення становило 830 осіб. Основні галузі зайнятості: освіта, охорона здоров'я та соціальна допомога — 24,7 %, роздрібна торгівля — 13,5 %, будівництво — 12,4 %.

## Персоналії
- Барбара Лоуренс (1930—2013) — американська акторка, письменниця і модель.